# Fokker E.III
El Fokker E III es un avión tipo caza monomotor utilizado por la Triple Alianza durante la I Guerra Mundial. 
Pese a no ser un avión excepcional, el Fokker E.III sería una pesadilla para los aviones de la Entente durante la primera parte de la guerra aérea. En una época en la que los aviones enemigos iban mal o nada armados, las ventajas de un arma delantera fija eran cruciales, y llegó un momento en el que el Royal Flying Corps prohibió a cualquier avión salir sin una escolta de como mínimo otros tres aparatos debido al éxito del ágil monoplano.

## Historia
La verdadera novedad de este avión, y por ello se le puede denominar el primer caza clásico, se basa en un mecanismo que podía sincronizar el disparo del arma en posición frontal con las revoluciones de la hélice. Esta hermosa obra de arte se debe al ingenio del gran aviador y diseñador Anthony Fokker, quién copió (y mejoró) el mecanismo de sincronización de la  hélice tras tener acceso al que previsamente habían diseñado Raymond Saulnier con la colaboración del piloto Roland Garros, cuando este tuvo que aterrizar en líneas alemanas. Fokker, siempre bien relacionado con los altos cargos del Káiser, obtuvo acceso privilegiado y al poco la ametralladora estaba en funcionamiento como un verdadero sistema de sincronización.
Anthony Fokker, y el gran diseñador R. Platz, crearon un verdadero sistema de sincronización, montándolo y ensayándolo en un monoplano Fokker M.5k/MG, ya en servicio desde hacía cierto tiempo, montando una ametralladora LMG 08/15 de tiro frontal que pudiera ser manejada fácilmente por el piloto. Así surgió el Fokker E.I (E por Eindecker, monoplano).
Monoplano de ala media arriostrada, el E.I tenía un tren de aterrizaje con patín de cola, unidad de cola convencional y motor rotativo Oberrursel U.O de 80 cv. El E.I fue seguido del E.II, de líneas similares pero de estructura reforzada y motor más potente.
La versión más numerosa fue la E.III, que difería del E.II en su mejor motor y mayor superficie alar. El Fokker E.III hizo su aparición en los frentes de batalla occidentales en agosto de 1915 y hasta la aparición de los nuevos cazas Nieuport y los británicos D.H.2 no encontró respuesta a su dominio del cielo.
Se construyeron 249 unidades de la versión E.III, además de las 49 que fueron actualizadas de la E.II a la E.III. 22 unidades fueron cedidas a Turquía y un número indeterminado al Imperio austrohúngaro.
La última versión fue el E.IV, que era en esencia un E.III con motor Oberursel U.III de 160 cv y con dos ametralladoras en vez de una. la producción total de las cuatro versiones ascendió a casi 300 aparatos.
Los monoplanos Fokker comenzaron a entrar en combate a finales del verano de 1915 y muy pronto fueron apodados el azote Fokker ya que al ser superiores a los cazas aliados de la época sembraron la destrucción entre las unidades de B.E.2c del RFC.

## Operadores
Imperio austrohúngaro
- Luftfahrtruppen
- Armada Austrohúngara

 Imperio alemán
- Luftstreitkräfte
- Marina Imperial Alemana

 Imperio otomano
- Fuerza Aérea Otomana. Recibió 22 aviones E.III.

## Especificaciones (Fokker E.III)

### Características generales
- Tripulación: 1
- Longitud: 7,2 m (23,6 ft)
- Envergadura: 9,5 m (31,2 ft)
- Altura: 2,4 m (7,9 ft)
- Peso vacío: 399 kg (879,4 lb)
- Peso máximo al despegue: 610 kg (1344,4 lb)
- Planta motriz: 1× motor rotatorio 9 cilindros Oberursel U.I.
  - Potencia: 74 kW (99 HP; 100 CV)

### Rendimiento
- Velocidad máxima operativa (Vno): 141 km/h (88 MPH; 76 kt)
- Velocidad crucero (Vc): 120 km/h (75 MPH; 65 kt)
- Alcance: 240 km (130 nmi; 149 mi)
- Techo de vuelo: 3500 m (11 483 ft)

### Armamento
- Ametralladoras: 1× ametralladora 7,92 mm LMG 08/15 "Spandau"

### Desarrollos relacionados
- Fokker E.I
- Fokker E.II
- Fokker E.IV
- Luftfahrtruppen

### Aeronaves similares
- Morane-Saulnier Tipo N

### Listas relacionadas

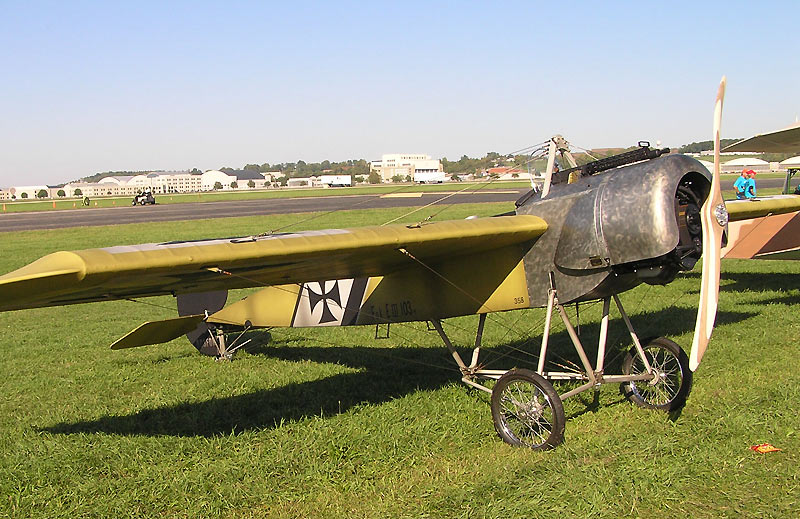
Réplica de un Fokker E.III.

- Anexo:Cazas de la Primera Guerra Mundial